# 萨利斯德贝阿恩
萨利斯德贝阿恩（法語：Salies-de-Béarn，法語發音：[salis də beaʁn]，意为“贝阿恩的萨利斯”）是法国大西洋比利牛斯省的一个市镇，位于该省北部偏西，属于波城区。

## 地名
该地名“Salies-de-Béarn”发音为[salis də beaʁn]，“Salies”的末尾字母“s”发音，《世界地名翻译大辞典》与《世界地名译名词典》将其误译作“萨利-德贝阿恩”。

## 地理
萨利斯德贝阿恩（43°28'15"N, 0°55'35"W）面积52.08 平方千米，位于法国新阿基坦大区大西洋比利牛斯省，该省份为法国东南部省份，涵盖了贝阿恩与北巴斯克，西临大西洋比斯開灣，北至朗德省，东北接热尔省，东临上比利牛斯省，南与西班牙接壤。
与萨利斯德贝阿恩接壤的市镇（或旧市镇、城区）包括：贝洛克、贝朗克斯、比尔加罗讷、卡雷斯-卡萨贝、卡斯塔涅德、洛皮塔勒多里永、拉翁唐、奥拉斯、奥里永、萨勒蒙日斯卡尔、索沃泰尔德贝阿恩。
萨利斯德贝阿恩的时区为UTC+01:00、UTC+02:00（夏令时）。

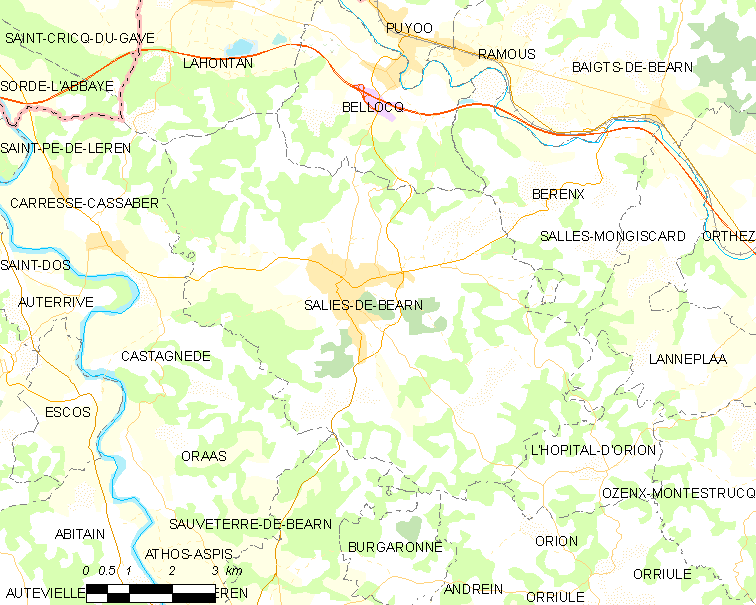
萨利斯德贝阿恩的OSM定位图

## 行政
萨利斯德贝阿恩的邮政编码为64270，INSEE市镇编码为64499。

## 政治
萨利斯德贝阿恩所属的省级选区为奥尔泰兹-激流与盐之地县。

## 交通
大西洋比利牛斯省省道D17线、D30线、D266线、D430线和D933线经过境内。

## 人口

1962-2008年间萨利斯德贝阿恩人口变化图示

萨利斯德贝阿恩于2022年1月1日时的人口数量为4642人。